# فیرفاکس (داکوتای جنوبی)
فیرفاکس(به انگلیسی: Fairfax) شهری در ایالت داکوتای جنوبی کشور ایالات متحده آمریکا است که جمعیت آن در سرشماری سال ۲۰۱۰ میلادی، ۱۱۵ نفر بوده‌است.